# Columbia Heights (Minnesota)
Columbia Heights ist eine Stadt (mit dem Status „City“) im Anoka County im südöstlichen Zentrum des US-amerikanischen Bundesstaates Minnesota. Das U.S. Census Bureau hat bei der Volkszählung 2020 eine Einwohnerzahl von 21.973 ermittelt.
Columbia Heights ist Bestandteil der Metropolregion Minneapolis–Saint Paul.

## Geografie
Columbia Heights liegt im nördlichen Vorortbereich der Städte Minneapolis und Saint Paul, unweit des Ostufers des Mississippi. Die Stadt liegt auf 45°02′00″ nördlicher Breite und 93°16′00″ westlicher Länge und erstreckt sich über 9,12 km², die sich auf 8,83 km² Land- und 0,29 km² Wasserfläche verteilen.
Neben Hilltop, das vollständig vom Stadtgebiet von Columbia Heights umschlossen ist, sind weitere Nachbarorte Fridley (an der westlichen und nordöstlichen Stadtgrenze), New Brighton (7,5 km nordöstlich), St. Anthony (an der südöstlichen Stadtgrenze) sowie Minneapolis (an der südlichen Stadtgrenze).
Das Stadtzentrum von Minneapolis liegt 7,1 km in südlicher Richtung; das Zentrum von Saint Paul, der Hauptstadt von Minnesota, befindet sich 27,4 km südöstlich.

## Verkehr
Nördlich der Stadt verläuft die Interstate 694, die nördliche Umgehungsstraße der Twin Cities. Durch das Zentrum verläuft in Nord-Süd-Richtung als Hauptstraße die Minnesota State Route 65. Parallel dazu verläuft die Minnesota State Route 47 durch den Westen des Stadtgebiets von Columbia Heights. Alle weiteren Straßen sind untergeordnete Fahrwege sowie innerstädtische Verbindungsstraßen.
Der Rangierbahnhof Minneapolis Northtown Yard der BNSF Railway befindet sich zu einem großen Teil auf dem westlichen Stadtgebiet von Columbia Heights.
Die nächstgelegene Flughafen ist der Minneapolis-Saint Paul International Airport (23,7 km südlich).

## Geschichte
Am 14. März 1898 wurde der Ort aus der damaligen Fridley Township ausgegründet. Der Name der neu entstandene Gemeinde (mit dem damaligen Gemeindestatus „Village“) wurde durch einen Wettbewerb ermittelt.
Am 21. Juli 1921 wurde eine neue Gemeindeverfassung verabschiedet und der Gemeinde der Status „City“ verliehen.

## Demografische Daten
Nach der Volkszählung im Jahr 2010 lebten in Columbia Heights 19.496 Menschen in 7926 Haushalten. Die Bevölkerungsdichte betrug 2207,9 Einwohner pro Quadratkilometer. In den 7926 Haushalten lebten statistisch je 2,44 Personen.
Ethnisch betrachtet setzte sich die Bevölkerung zusammen aus 69,7 Prozent Weißen, 13,5 Prozent Afroamerikanern, 1,5 Prozent amerikanischen Ureinwohnern, 4,8 Prozent Asiaten, 0,1 Prozent Polynesiern sowie 6,2 Prozent aus anderen ethnischen Gruppen; 4,3 Prozent stammten von zwei oder mehr Ethnien ab. Unabhängig von der ethnischen Zugehörigkeit waren 11,9 Prozent der Bevölkerung spanischer oder lateinamerikanischer Abstammung.
22,9 Prozent der Bevölkerung waren unter 18 Jahre alt, 61,6 Prozent waren zwischen 18 und 64 und 15,5 Prozent waren 65 Jahre oder älter. 51,5 Prozent der Bevölkerung war weiblich.

Das mittlere jährliche Einkommen eines Haushalts lag bei 51.967 USD. Das Pro-Kopf-Einkommen betrug 25.847 USD. 12,6 Prozent der Einwohner lebten unterhalb der Armutsgrenze.

## Söhne und Töchter der Stadt
- Pat Proft (* 1947), Drehbuchautor, Schauspieler und Filmregisseur.